# Валльквист, Гуннель
Гуннель Валльквист (швед. Gunnel Vallquist, 19 июня 1918 — 11 января 2016) — шведская писательница, переводчица, литературный критик. С 1982 г. являлась членом Шведской академии.

## Биография
Гуннель Вальквист родилась в Стокгольме в 1918 г. в семье подполковника Юхана Гуннара Валльквиста и переводчицы Лили Валльквист. Она вышла замуж в 18 лет за офицера Фольке Юрлина, но в 1939 г. брак распался, и Гуннель замуж больше не выходила.
Поступив в Уппсальский университет, она изучала романские языки, историю литературы и скандинавских языков, в 1946 г. стала магистром философии. Окончив университет, она поехала во Францию, где познакомилась со шведским писателем Свеном Стольпе, стала работать журналисткой и писательницей. Перейдя в католичество, она писала статьи для римско-католических журналов, публиковалась в Bonniers litterära magasin, Dagens Nyheter, Svenska Dagbladet. Главным делом её жизни стал перевод романа Марселя Пруста «В поисках утраченного времени», начатый в 1950 г. и познакомивший Швецию с французской литературой.
В 1950 г. Гуннель переехала в Рим, где начала писать биографию итальянского политика Джорджо Ла Пира. В 1956 г. она опубликовала свою первую книгу — сборник эссе Något att leva för («То, для чего стоит жить»). В дальнейшем она писала нехудожественную прозу. В книге Dagbok från Rom («Римский дневник») она рассказала о Втором Ватиканском соборе, церковные вопросы были одной из важных тем в творчестве Гуннель Вальквист.
В 1981 г. она стала профессором. 1 апреля 1982 г. её избрали в Шведскую академию, где она сменила Андерса Эстерлинга. В 2005 г. её наградили престижной медалью Литературы и искусств.
Гуннель Валльквист скончалась в Стокгольме в 2016 г.